# Kleinste groefbij
De kleinste groefbij (Lasioglossum pauperatum) is een vliesvleugelig insect uit de familie Halictidae. De wetenschappelijke naam van de soort is voor het eerst geldig gepubliceerd in 1832 door Brullé.